# 大富翁5
《大富翁5》是大富翁系列的第五作，由大宇資訊製作，大宇資訊發行，中国大陆则由晶合时代代理發行。該作於2001年6月5日在台灣和中国大陆推出。於同年的12月15日推出了遊戲資料片《大富翁5之忍太郎之奪寶奇謀》。
本作在移動方式及勝利條件等作出多方面的改變及嘗試，同時亦容許玩家自行製作地圖，是系列中改變最大的一作。此外，《大富翁5》还推出了礦泉水、拼圖、鉛筆盒、玩偶等週邊商品，大宇資訊甚至還與聯邦銀行合作發行了“大富翁”信用卡，这使得本作成为大富翁系列中周边商品最多的版本。

## 遊戲內容

### 玩家

#### 既有角色
- 阿土伯　　初出：大富翁1
- 錢夫人　　初出：大富翁2
- 孫小美　　初出：大富翁2
- 烏咪　　初出：大富翁4
- 金貝貝　　初出：大富翁4
- 忍太郎　　初出：大富翁4
- 宫本寶藏　　初出：大富翁4
- 米力　　初出：阿雅超時空歷險
- 妮可　　初出：軒轅劍參 雲和山的彼端
- 伊娃娜　　初出：麻將旗艦 Hello Jacky!

#### 新增角色
- 伯爵
- 綾
- 科學怪人
- 阿水嬸 （資料片追加）
- 邪惡男 （資料片追加）
- 筱茜 （資料片追加）
- 博士 （資料片追加）
- 〇〇八 （資料片追加）

### 遊戲模式
《大富翁5》首次加入網絡連線的模式，包括區域網絡及在大宇資訊的伺服器上建立遊戲室，最多可容許有12名玩家在同一遊戲室中比賽。本作取消了多名玩家在同一電腦上進行遊戲。

### 勝利條件
《大富翁5》除傳統的勝利條件外（在本作稱為無敵王：最後沒有破產的玩家勝利），亦增加了以下新的條件：
- 大富翁：在限時內最高總資產的玩家為勝利
- 土地狂：遊戲結束時土地總值最高的玩家為勝利
- 股票痴：地圖不會有任何土地供買賣，玩家之間純粹以買賣股票來賺取金錢，遊戲結束時總資產最高為勝利
- 飛毛腿：遊戲結束時等級最高者為勝利
- 常勝軍：和傳統勝利條件相同；但玩家會分為隊伍，隊伍中其中一人破產，全隊亦算失敗
- 搗蛋鬼：遊戲結束時陷害分數最高者為勝利
- 迷宮通：最先到達指定達陣次數的玩家為勝利

### 移動方式
與大富翁系列的前四作不同，大富翁5採用即時制（遊戲中多名玩家同時步行）的方式來進行，是系列第一作採用此制。決定步數的骰子改為移動牌，每個玩家會擁有三張移動牌，有零至九步、退後及跳躍牌；當步行時玩家只可每次選擇一張移動牌，而駕駛機車及汽車則可分別同時選擇兩張及三張。

### 等級及特技
本作首次加入了特技元素，玩家需要步行至足夠步數以升級，達到指定的等級時可以解封特技。每個角色都擁有不同的技能，例如「擊石」（攻擊其他玩家以至被攻擊者向前移動一步）、「加蓋」（將自己所站的土地的房屋加蓋一層）及「隱形」等。每次使用特技時都會扣除一定的體力及點數。

## 資料片
2001年12月15日，開發商推出了《大富翁5》的資料片《大富翁5之忍太郎之奪寶奇謀》。資料片主要加入了六個新角色及角色主題音樂（其中一個為前作角色），為其他十二首角色主題音樂重新編曲，十二個新地圖關卡，及在遊戲上的參數作出調節。

## 製作團隊
大富翁五及大富翁五資料片，並非狂徒小組製作，製作團隊名單如下：
- 出品人：李永進
- 監製：蔡明宏、饒瑞鈞、廖莊敬
- 專案人：鳳凰騎士 TaiShau
- 遊戲企劃：鳳凰騎士 TaiShau
- 執行企劃：李威霄 Wei-Hsiao Lee
- 關卡設計：黃靖倬 Cho Huang、鳳凰騎士 TaiShau
- 主程式設計師：蘇信璋 Hsin-Chang Su
- 界面程式設計師：戴立偉 Diac、吳僅徵 Kay
- 網路簽入系統：戴立偉 Diac
- 人工智慧系統：盧志祥 Peter Lu
- 技術支援：林育洲 Linjoy、劉威志 Pica、林祈享 Alex Lin、羅祥人 Jack Lo、潘杰志 Chien-Chich Pan、王永安 Robert、周昆德 FoxJ
- 人物設定：遊戲人間 UC Human
- 地圖元素設計：游本源 Darkman
- 介面美術設計：卓志維 Desk、李威霄 Wei-Hsiao Lee
- 美術編輯：遊戲人間 UC Human
- 片頭動畫：飛魚工作室
- 片頭分鏡：黃靖倬 Cho Huang
- 片尾動畫：游本源 Darkman、李威霄 Wei-Hsiao Lee
- 結局動畫：游本源 Darkman、陳思侃 Kan
- 動畫指導：林克敏 David
- 音樂製作：曾志豪 rizet
- 音效製作：潘建儒 Chien-ru Pan、李威霄 Wei-Hsiao Lee
- 配音 筱茜：林賢雅 Sylvia Lin
- 配音 邪惡男：鮑弘修 Abalone

## 评价
《大富翁5》因其即时制的玩法，被认为是对大富翁游戏传统玩法的“颠覆”。玩法的改变使得玩家群体随自身兴趣产生分化，不同的群体对该版本褒贬不一，支持者认为即时制带来的是紧张刺激的新体验；反对者则认为这一改变失去了大富翁轻松、休闲的特质。此外，该版本无法进行“多人单机”式游玩、无法存档、角色设计及剧情方面的单薄等问题也招致许多玩家的不满。在后来推出的资料片中，虽然制作组增加了存档功能并对操作界面做出了一定改进，但恢复回合制等部分玩家反馈并未得到体现。大宇公司对倾向于回合制的玩家设计的解决方案是在资料片发售时附赠《大富翁4》。
《大富翁5》在台湾及中国大陆共获得超过50万套的销量，并拥有多种周边商品加持，但仍然未能抵消大规模变革带来的巨大争议。设计的在线对战玩法也未能如预期获得普及与流行。最终使得该版本的影响力未能进一步扩大，被称为“轰轰烈烈出场，冷冷清清收场”。
2002年发行的续作《大富翁6》采取了即时制与回合制并行的玩法，而2003年发行的《大富翁7》开始，玩法再次恢复成单一的回合制。

## 外部連結
- （繁體中文） 巴哈姆特上的大富翁5頁面 （页面存档备份，存于）
- （繁體中文） 遊戲基地上的大富翁5頁面
- （简体中文） 新浪網遊戲世界上的大富翁5頁面 （页面存档备份，存于）